# Oligonyx bicornis
Oligonyx bicornis är en bönsyrseart som beskrevs av Henri Saussure 1869. Oligonyx bicornis ingår i släktet Oligonyx och familjen Thespidae. Inga underarter finns listade i Catalogue of Life.